# Pay Money to My Pain
Pay Money to My Pain est un groupe japonais de heavy metal. Le groupe chantait uniquement en anglais. Le groupe se sépare en 2013 après la mort du chanteur et fondateur K en 2012.

## Biographie
À ses débuts, K commence à écrire des chansons puisant son inspiration dans la dépression et ses idées noires. En 2005, après sa séparation avec son ancien groupe, Gun Dog, il recrute quatre membres, et forme Pay Money to my Pain. K explique que les paroles exprimaient ses plus profondes souffrances, et lorsque les fans achetaient les albums, ils achetaient littéralement ses souffrances, d'où le nom Pay Money to My Pain (payer pour ma souffrance). Ils se lancent dans la production et sont remarqués par le label Video and Audio Project (VAP). D'ici, ils publient leur premier single Drop of Ink le 6 décembre 2006.
Quelques mois plus tard, ils partent en Californie où ils enregistrent leur premier album, Another Day Comes, qui est publié le 12 septembre 2007. L'album comprend Home, le thème de fin Buzzer Beater, et Another Day Comes, générique de fin de Ultraseven X. Le guitariste Jin quitte Pay Money to My Pain en avril 2008. L'EP, Writing in the Diary est publié le 30 janvier 2008. Leur chanson Bury, de l'album After You Wake Up, est incluse dans l'anime One Outs. Une autre de leurs chansons, The Answer is Not in the TV, est incluse dans le jeu vidéo de Konami, Pro Evolution Soccer 2010.
Le 9 juin 2010, Pay Money to My Pain publie le single Pictures, qui est un EP et DVD vendus séparément. Le 26 janvier 2011, Pay Money to My Pain publie son troisième album, Remember the Name. Ils jouent avec Lynch, à un concert de charité le 10 août 2011, appelé Shikiyakou -Shikui-, animé par Dead End. Les bénéfices iront aux victimes du tsunami de 2011 à Tōhoku le 11 mars. En juin 2012, le chanteur K est hospitalisé. Cet été, Pay Money to My Pain joue son concert live House of Chaos. Ils reprennent la chanson Love Letter de Buck-Tick pour la compilation Parade II -Respective Tracks of Buck-Tick-, publiée le 4 juillet 2012. En octobre, K est de nouveau hospitalisé ; pendant sa convalescence, le groupe décide d'arrêter ses activités. Le 30 décembre 2012, K meurt d'une insuffisance cardiaque chez lui, à Yokohama. Le 20 septembre 2013, ils annoncent un nouvel album intitulé Gene avec des chansons enregistrées par K avant sa mort. L'album, publié le 13 novembre 2013, inclut Rain, la bande originale du film Sekisekirenren, Innocent in a Silent Room et une nouvelle version de Sweetest Vengeance. En décembre 2013, Pay Money to My Pain joue son dernier concert appelé From Here to Somewhere  avant de se séparer.
En janvier 2014, Weight of my Pride est incluse dans l'épisode 12 de l'anime Hajime no Ippo: Rising. Leur chanson Respect for the Dead Man est aussi la chanson de l'anime Nobunagun. Le 29 décembre 2014, une chanson inédite, Room #103, avec K au chant, est publiée sur la page YouTube de Pay Money to My Pain. Le 29 décembre 2015, une autre chanson inédite, Relive, est publiée sur YouTube.
Le 11 septembre 2016, le groupe annonce un coffret en édition limitée intitulée 10 Years from Drop of Ink qui comprendra cinq CD, deux Blu-ray, et un vinyle. Il est annoncé pour le 6 décembre 2016.
À la suite de la dissolution du groupe, T$uyo$hi et Zax rejoignent Jesse et Naka du groupe Rize pour former The Bonez. Quant à Jin, il rejoint les High Speed Boyz et devient le nouveau leader vocal du groupe.

## Membres
- K - chant (décédé en 2012 d'une insuffisance cardiaque)
- Jin - guitare
- Pablo - guitare
- T$uyo$hi - batterie
- Zax - batterie

## Discographie

### Albums studio
- 2007 : Another Day Comes
- 2009 : After You Wake Up
- 2011 : Remember the Name
- 2012 : Breakfast
- 2013 : Gene

### EP
- 2006 : Drop of Ink
- 2008 : Writing in the Diary
- 2010 : Pictures